# 船底座AG
船底座AG（AG Carinae, AG Car）是船底座的一顆恆星。該恆星屬高光度藍變星，且是銀河系中光度最高的恆星之一。因為距離地球高達 20000 光年，且發出的可見光受到宇宙塵埃阻擋，無法用肉眼看到。其視星等在 5.7 到 9.0 等之間變化。船底座AG被一個巨大的星雲包圍，而該星雲就是恆星本身強力的恆星風將恆星的物質噴向太空而形成。該恆星可能處於自O型藍超巨星轉變至沃爾夫-拉葉星的階段。

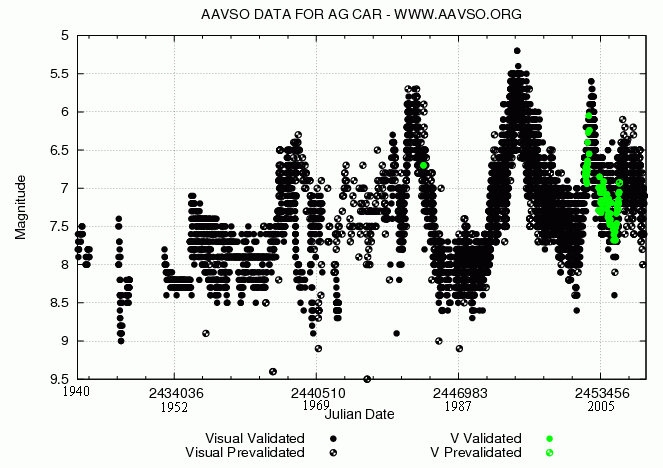
美國變星觀測者協會的船底座AG高光度藍變星在1940年1月1日到2010年11月23日的光變曲線。向上是變亮，反之變暗。日期是儒略日。

## 外部連結
- 2MASS Atlas Image Gallery: Miscellaneous Objects （页面存档备份，存于） — includes an infrared image of AG Carinae
- http://jumk.de/astronomie/big-stars/ag-carinae.shtml （页面存档备份，存于）
- Simbad （页面存档备份，存于）